# Jeff Fowler
Jeffrey „Jeff“ Fowler (* 27. Juli 1978 in Normal, Illinois) ist ein US-amerikanischer Animator und Filmregisseur.

## Leben
Fowler studierte an der Ringling School of Art and Design in Florida Computeranimation und beendete sein Studium 2002 mit dem Abschlussfilm Monkey Pit. Der Film gewann unter anderem auf dem Florida Film Festival einen Preis. Fowler wurde von Tim Miller im Abschlussjahr zum Animationsstudio Blur Studio geholt. Hier arbeitete er am computeranimierten Kurzfilm Rockfish und führte zum ersten Mal Regie: Der Kurzanimationsfilm Gopher Broke, den Fowler auch animierte und schrieb, war 2004 beendet. Der Film um ein hungriges Erdhörnchen wurde 2005 für einen Oscar in der Kategorie Bester animierter Kurzfilm nominiert. Seine nächsten Regiearbeiten waren Sonic the Hedgehog (2020), Sonic the Hedgehog 2 (2022) und Sonic the Hedgehog 3 (2024).

## Filmografie
- 2002: Monkey Pit
- 2003: Rockfish
- 2004: Gopher Broke
- 2006: A Gentlemen’s Duel
- 2009: Wo die wilden Kerle wohnen (Where the Wild Things Are)
- 2020: Sonic the Hedgehog (Regie)
- 2022: Sonic the Hedgehog 2 (Regie)
- 2024: Sonic the Hedgehog 3 (Regie)

## Auszeichnungen
- 2005: Oscarnominierung, Bester animierter Kurzfilm, für Gopher Broke
- 2005: OIAF Award, Ottawa International Animation Festival, für Gopher Broke